# 开源地理空间基金会
开源地理空间基金会（Open Source Geospatial Foundation，OSGeo）是非营利性非政府组织。其使命是支持并促进开放地理空间技术和数据的协同开发。该组织建立于 2006 年 2 月，为广大的自由和开源地理空间社区提供经济、组织和法律上的支持。它也作为一个独立的法人实体提供服务，社区成员可以向其贡献代码、资金和其他资源。这些贡献会被保证用于公众利益。

## 项目
OSGeo 项目包括：

### 地理空间函数库
- FDO （页面存档备份，存于）
- GDAL/OGR
- GeoTools
- GEOS （页面存档备份，存于）
- MetaCRS （页面存档备份，存于）
- PostGIS

### 桌面应用程序
- GRASS GIS
- OSSIM （页面存档备份，存于）
- Quantum GIS
- gvSIG

### 网络地图

#### 服务器
- MapServer
- deegree （页面存档备份，存于） (but iGeoPortal is client)
- Geomajas
- GeoServer

#### 客户端
- Mapbender
- MapGuide Open Source
- OpenLayers

### 元数据目录
- GeoNetWork opensource

### 退役的项目
- Community MapBuilder （页面存档备份，存于）

## 外链
- OSGeo中国中心 （页面存档备份，存于）
- Open Source Geospatial Foundation Site
- OSGeo Wiki
- OSGeo Public Geodata Committee
- OSGeo Education Committee （页面存档备份，存于）
- OSGeo Journal （页面存档备份，存于）
- Open Source GIS History （页面存档备份，存于）